# Gammel Kalvehave
Gammel Kalvehave er en lille by på Sydsjælland med 701 indbyggere  (2024). Gammel Kalvehave er beliggende i Kalvehave Sogn en kilometer vest for Kalvehave, tre kilometer øst for Langebæk og 15 kilometer øst for Vordingborg. Byen tilhører Vordingborg Kommune og er beliggende i Region Sjælland.
Øst for byen ligger Kalvehave Kirke, mellem Gammel Kalvehave og Kalvehave.
"Gammel" i bynavnet hentyder til at denne by er det oprindelige Kalvehave, som mistede betydning, da stations- og færgebyen opstod længere mod øst.